# Chevel Adulam
Chevel Adulam (hebrejsky חבל עדולם‎, doslova „Oblast Adulam“) je blok plánovitě zřizovaných zemědělských vesnic v Izraeli. Je pojmenován podle starověkého města Adulam, jehož zbytky se tu dochovaly dodnes v lokalitě Tel Adulam, jihovýchodně od vesnice Aderet.

## Geografická poloha
Rozkládá se v Jeruzalémském distriktu, v silně zalesněné a zemědělsky využívané pahorkatině Šefela na okraji Judských hor, jižně od města Bejt Šemeš a severovýchodně od města Kirjat Gat. Leží na jihozápadním okraji Jeruzalémského koridoru.
Nadmořská výška se pohybuje od 200 do 400 metrů. Krajinný reliéf mírně zvlněný, směrem k východu, k okraji Judských horách výrazněji strukturovaný. Krajinu člení četná vádí a potoky, zejména Nachal ha-Ela. Na dopravní síť je region napojen pomocí severojižního tahu dálnice číslo 38 z Bejt Šemeš ve směru do Kirjat Gat.

## Dějiny

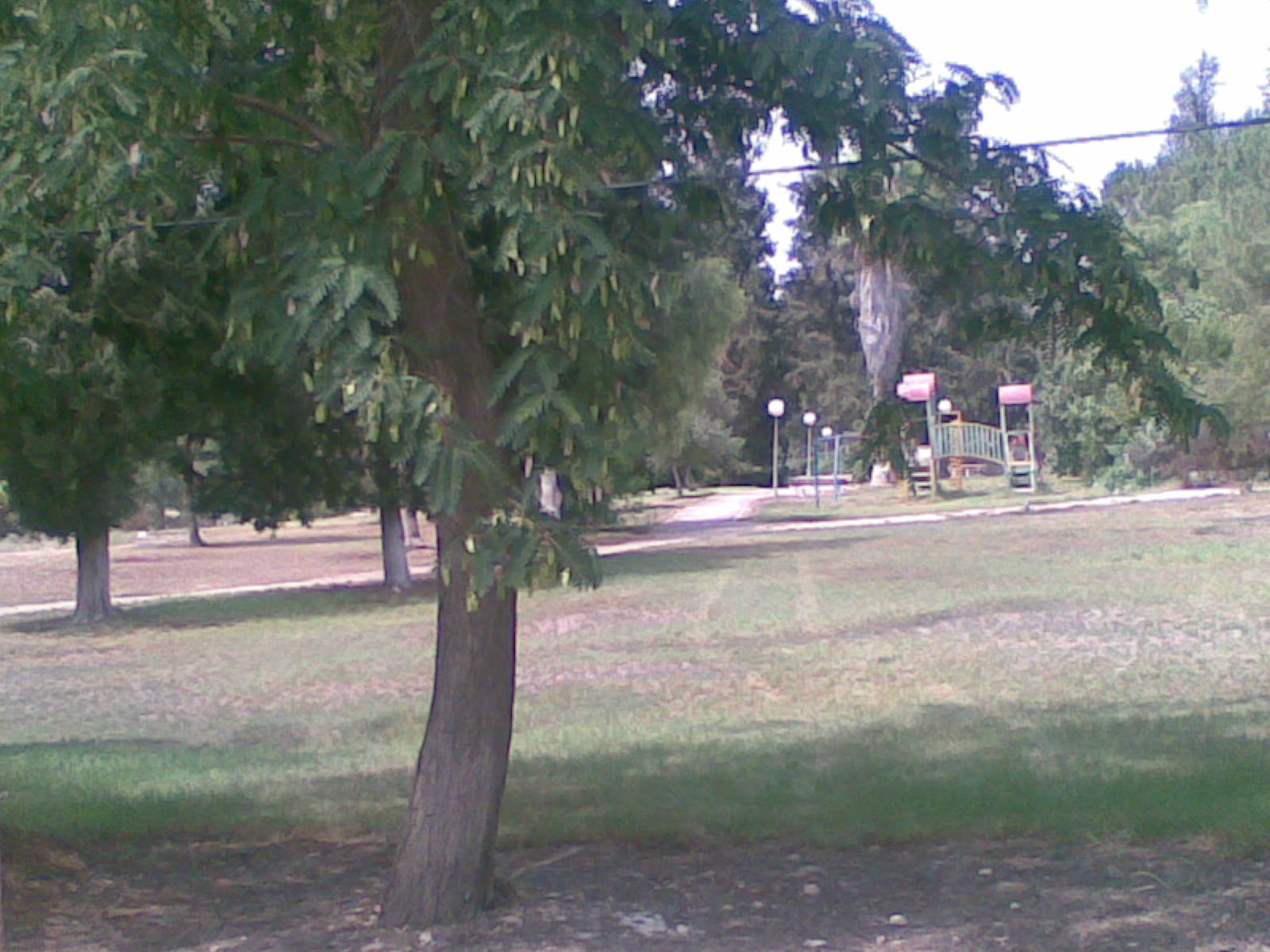
Centrum obce Giv'at Ješa'jahu

Novověké židovské osidlování tohoto regionu začalo až po válce za nezávislost tedy po roce 1948, kdy jej ovládla izraelská armáda a kdy došlo k vysídlení většiny zdejší arabské populace.
V roce 1950 v této oblasti jako první a zatím jediná židovská osada vyrostl mošav Agur a již roku 1949 také kibucy Netiv ha-Lamed He a Bejt Guvrin. Prostor mezi nimi ale nadále zůstával neosídlenou periferií.
V 2. polovině 50. let 20. století tu pak započala plánovitá výstavba sídelní sítě sestávající ze zemědělských vesnic. Kromě ovládnutí dosud periferního regionu a posílení židovských demografických pozic v této oblasti na dotyku se Západním břehem Jordánu ovládaným tehdy nepřátelským Jordánským královstvím měl osidlovací program Chevel Adulam poskytnout ubytování pro nové židovské přistěhovalce. Oficiální start zřizování bloku Chevel Adulam nastal roku 1957. Na jižní straně na něj navazoval roku 1955 zahájený osidlovací regionální program Chevel Lachiš.
V roce 1963 měl blok Chevel Adulam rozlohu cca 25 000 akrů (cca 100 kilometrů čtverečních). Stálo tu už pět vesnic a výhledově se počítalo, že jejich počet dosáhne deseti. Dále tu měly vzniknout dvě střediskové obce nezemědělského obslužného charakteru. Celková populace regionu měla dosáhnout 650 rodin. Jako středisková obec vznikl roku 1960 Srigim. Podobným centrem měla být i vesnice Neve Micha'el, ale potřeba existence takového centra kvůli založení několika jiných měst v okolním regionu pominula. Neve Micha'el proto byl sloučen se sousední vesnicí Roglit a proměnil se na zemědělskou vesnici typu mošav.
Poněkud odlišně se vyvíjela vesnice Nechuša, která sice vznikla již roku 1955, ale šlo o polovojenskou pohraniční osadu typu Nachal. V roce 1965 byla pro sociální a ekonomické obtíže opuštěna. Znovu byla osídlena až roku 1981. Vesnice Sdot Micha a Gefen zase byly původně koncipovány jako součást regionálního osidlovacího programu Chevel Lachiš, ale potom byly přeřazeny do tohoto regionu, se kterým více sdílely přírodní i ekonomické podmínky a potíže.

## Seznam sídel

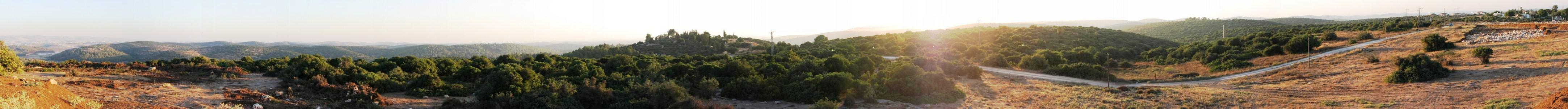
Panoramatický pohled na mošav Nechuša

| druh sídla     | název            | vznik | poznámka                        |
| -------------- | ---------------- | ----- | ------------------------------- |
| mošav          | Avi'ezer         | 1958  | pracovně nazýván Adulam 9       |
| mošav          | Aderet           | 1961  |                                 |
| mošav          | Giv'at Ješa'jahu | 1958  |                                 |
| mošav          | Gefen            | 1955  | původně součást Chevel Lachiš   |
| mošav          | Zecharja         | 1950  |                                 |
| mošav          | Luzit            | 1955  |                                 |
| mošav          | Neve Micha'el    | 1958  |                                 |
| mošav          | Nechuša          | 1955  | původně povojenská osada Nachal |
| mošav          | Agur             | 1950  |                                 |
| mošav          | Cafririm         | 1958  |                                 |
| mošav          | Roglit           |       | později sloučen s Neve Micha'el |
| společná osada | Srigim           | 1960  | středisková nezemědělská obec   |
| mošav          | Tiroš            | 1955  |                                 |
| mošav          | Sdot Micha       | 1955  | původně součást Chevel Lachiš   |